# Moon River (Danny Williams)
Moon River è un singolo di Danny Williams del 1961, cover dell'omonimo brano di Johnny Mercer e Henry Mancini.
Il brano, tra i più noti dell'artista, riuscì a entrare al primo posto della classifica britannica nel periodo natalizio rimanendovi per due settimane.